# Colours of Ostrava 2018
Colours of Ostrava 2018 (česky Barvy Ostravy 2018) byl 17. ročník multižánrového hudebního festivalu Colours of Ostrava. Konal se od 18. července do 21. července 2018 v Dolní oblasti Vítkovice v Ostravě. Festival opět pořádala společnost Colour Production. Program proběhl na 21 scénách a měl přes 450 programových bodů. Tohoto ročníku se zúčastnilo 61 českých a slovenských umělců a 80 zahraničních umělců.

## Účinkující
Neúplný seznam účastníků tohoto ročníku:
- N.E.R.D.
- Kygo
- George Ezra
- Paul Kalkbrenner
- GusGus
- Jon Hopkins
- Beth Ditto
- Algiers
- Jacob Banks
- Beránci a vlci
- Diego
- Lenny
- Mig 21